# كارول هال
كارول هال (بالإنجليزية: Carol Hall)‏ هي كاتبة غنائية وشاعرة أمريكية، ولدت في 3 أبريل 1936 في أبيلين في الولايات المتحدة، وتوفيت في 11 أكتوبر 2018 بسبب الحبسة المترقية الأولية.

## وصلات خارجية
- كارول هال على موقع IMDb (الإنجليزية)
- كارول هال على موقع ميوزك برينز (الإنجليزية)
- كارول هال على موقع قاعدة بيانات برودواي على الإنترنت (الإنجليزية)
- كارول هال على موقع ديسكوغز (الإنجليزية)
- كارول هال على موقع قاعدة بيانات الفيلم (الإنجليزية)